# Habenaria guadalajarana
Habenaria guadalajarana är en orkidéart som beskrevs av Sereno Watson. Habenaria guadalajarana ingår i släktet Habenaria och familjen orkidéer. Inga underarter finns listade i Catalogue of Life.